# Elif Batuman
Elif Batuman (Nueva York, 1977) es una escritora, académica y periodista estadounidense. Es autora de dos libros: un libro de memorias, Los poseídos, y una novela La idiota, que fue finalista del Premio Pulitzer de ficción 2018. Batuman es columnista de The New Yorker.

## Biografía
De padres turcos, creció en Nueva Jersey. Se graduó en Harvard y en 2007 recibió su doctorado en literatura comparada por la Universidad de Stanford, donde dio clases. Mientras estudiaba su posgrado, Batuman estudió el idioma uzbeko en Samarcanda, Uzbekistán. Su tesis, El molino de viento y el gigante: contabilidad de doble entrada en la novela, trata sobre el proceso de investigación social y construcción solitaria del conocimiento emprendido por los novelistas.
Fue beneficiaria de una beca de la Fundación Rona Jaffe para escritores y en 2010 después publicó su primer libro, Los poseídos. Aventuras con libros de Rusia y las personas que los leen. Ha colaborado con las revistas New Yorker, Harper's Magazine y n+1, donde algunos de sus ensayos formaron la base del libro. El crítico de The New York Times, Dwight Garner, elogió el "placer cautivador y contagioso que siente en presencia del genio literario y la belleza" y describió su escritura como "casi inconteniblemente epigramática". El mismo año recibió el Whiting Award.
En 2017 publicó su primera novela, La idiota, que fue finalista del Premio Pulitzer 2018. Batuman vivió en Twin Peaks, San Francisco. En 2010 se mudó a Estambul como escritora residente en la Universidad Koç. Allí permaneció hasta 2013. Actualmente vive en Nueva York.

## Libros
- The Possessed: Adventures with Russian Books and the People Who Read Them, 2010 — Los poseídos. Aventuras con libros de Rusia y las personas que los leen, mezcla de memorias, crítica literaria y libro de viajes; trad.: Marta Rebón; Seix Barral, Barcelona, 2011
- The Idiot, 2017 — La idiota, novela; trad.: Marta Rebón; Literatura Random House, 2019